# Sifjord
Sifjord est une localité du comté de Troms, en Norvège.

## Géographie
Administrativement, Sifjord fait partie de la kommune de Torsken.